# Hugh Graham
Hugh Graham (Guelph, 11 de febrero de 1949) es un jinete canadiense que compitió en la modalidad de salto ecuestre. Ganó dos medallas en los Juegos Panamericanos, plata en 1983 y oro en 1987.

## Palmarés internacional
| Juegos Panamericanos | Juegos Panamericanos          | Juegos Panamericanos | Juegos Panamericanos |
| Año                  | Lugar                         | Medalla              | Categoría            |
| -------------------- | ----------------------------- | -------------------- | -------------------- |
| 1983                 | Caracas (Venezuela)           | Medalla de plata     | Por equipos          |
| 1987                 | Indianápolis (Estados Unidos) | Medalla de oro       | Por equipos          |